# 45 RPM: The Singles of The The
Albums de The The
NakedSelf
(2000) Playlist: The Very Best of The The
(2011)
45 RPM: The Singles of The The est une compilation de The The, sortie le 21 mai 2002.
L'album, qui comprend des singles remastérisés et des remixes, s'est classé 60e au UK Albums Chart. Pillar Box Red et Deep Down Truth sont des titres inédits.

## Liste des titres
| 1.  | Uncertain Smile (Original 7" Version) | 4:55 |
| 2.  | Perfect (Original 7" Version)         | 4:00 |
| 3.  | Sweet Bird of Truth                   | 4:29 |
| 4.  | Infected                              | 4:30 |
| 5.  | Heartland                             | 4:36 |
| 6.  | Armageddon Days (Are Here Again)      | 5:28 |
| 7.  | The Beat(en) Generation               | 3:05 |
| 8.  | Dogs of Lust                          | 3:08 |
| 9.  | Slow Emotion Replay                   | 3:54 |
| 10. | Love Is Stronger Than Death           | 4:24 |
| 11. | This Is The Day (Disinfected Version) | 3:58 |
| 12. | I Saw the Light                       | 2:38 |
| 13. | December Sunlight (Cried Out)         | 3:41 |
| 14. | Pillar Box Red                        | 4:00 |
| 15. | Deep Down Truth                       | 3:49 |

| 1. | Uncertain Smile (12" Remix)                  | 9:59 |
| 2. | Perfect (12" Remix)                          | 8:59 |
| 3. | Sweet Bird of Truth (12" Remix)              | 8:18 |
| 4. | Infected (12" Remix)                         | 6:16 |
| 5. | Armageddon Days (Are Here Again) (12" Remix) | 6:29 |
| 6. | Violence of Truth (12" Remix)                | 5:31 |
| 7. | Gravitate to Me (12" Remix)                  | 8:04 |
| 8. | Dogs of Lust (12" Remix)                     | 5:55 |